# Vigier Surfreter

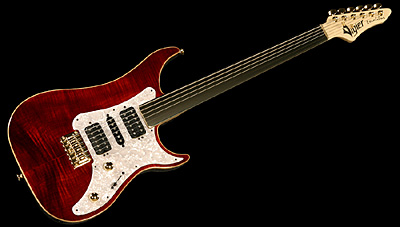
Una Vigier Fretless.

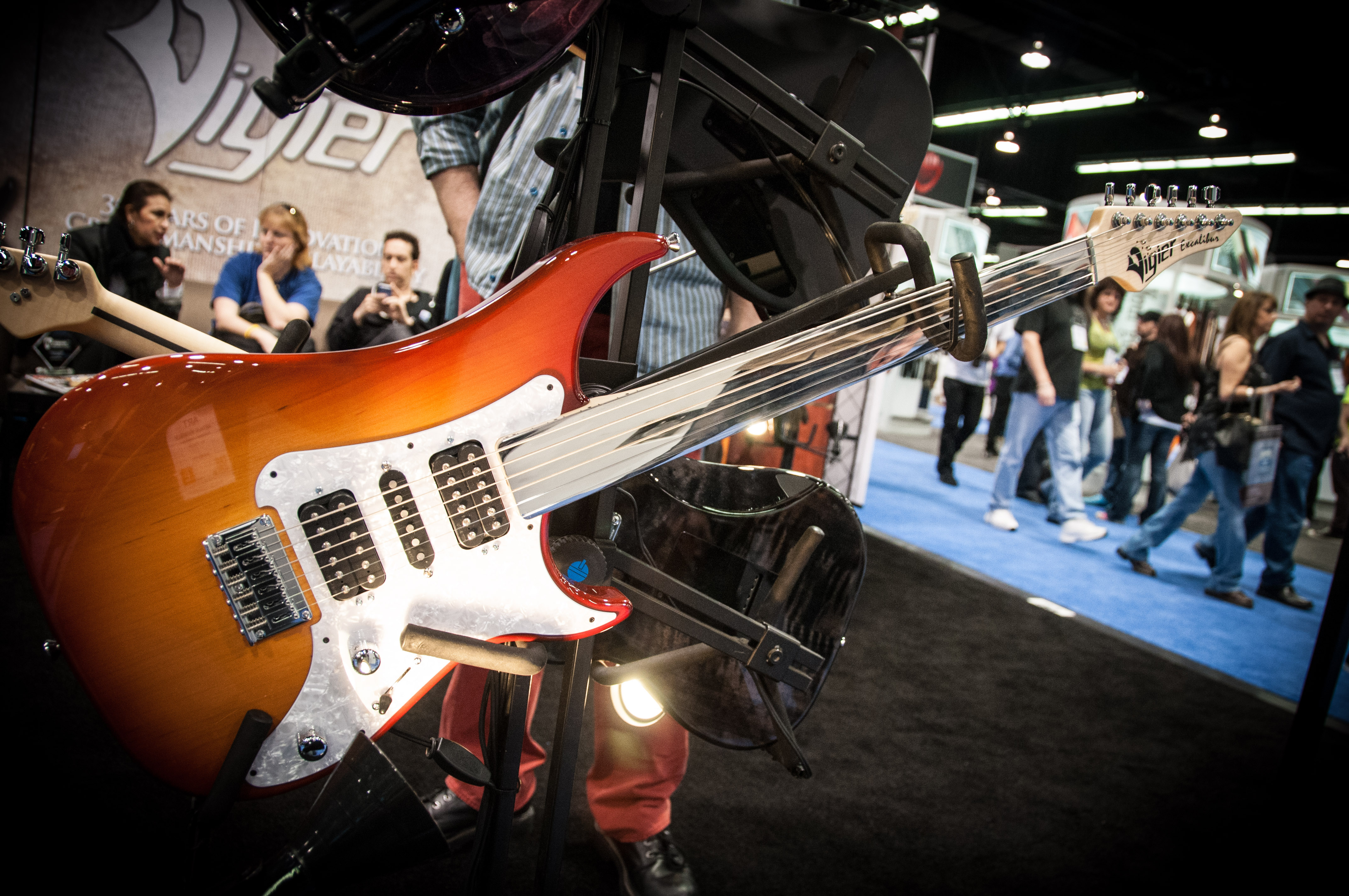
Vigier Excalibur Surfreter.

La Vigier Surfreter es una guitarra eléctrica, caracterizada por no usar trastes, con diapasón de metal de aleación patentada. Fue producido por primera vez en 1997 por la compañía francesa Vigier.

## Usuarios notables
- Guthrie Govan
- Bumblefoot
- Shawn Lane
- John Paul Jones
- Gary Moore